# Кунакбаєво (Стерлітамацький район)
Кунакба́єво (рос. Кунакбаево, башк. Ҡунаҡбай) — присілок у складі Стерлітамацького району Башкортостану, Росія. Входить до складу Ніколаєвської сільської ради.
Населення — 105 осіб (2010; 130 в 2002).
Національний склад:
- башкири — 90%